# Cimitirul evreiesc din Siret
Cimitirul evreiesc din Siret este un cimitir evreiesc din orașul Siret, România. El se află pe dealul Horodiște și este considerat cel mai vechi cimitir evreiesc din Europa de Est.
Cimitirul evreiesc din Siret a fost inclus pe Lista monumentelor istorice din județul Suceava din anul 2015, având codul de clasificare  SV-IV-s-B-05715.

## Legături externe
- Markus Bauer: memoria de pietre. Cimitirul Evreiesc de la Siret, ca un loc de aducere aminte. 15 octombrie 2004, Neue Zürcher Zeitung